# Ioannis Kirastas
Ioannis Kirastas (griechisch Ιωάννης Κυράστας, * 25. Oktober 1952 in Piräus, Griechenland; † 1. April 2004 in Athen) war ein griechischer Fußballspieler und Trainer.

## Spielerkarriere
Ioannis Kirastas begann seine Profikarriere bei Olympiakos Piräus, wo er am 10. Dezember 1972 bei einem Spiel gegen Kavala in der griechischen Liga debütierte. Mit Olympiakos absolvierte Kirastas 233 Erstligaspiele und gewann neben fünf Meisterschaften (1973, 1974, 1975, 1980, 1981) auch drei Griechischer Pokalsiege (1973, 1975, 1981). 1981 wechselte er zusammen mit Maik Galakos zum Erzrivalen Panathinaikos Athen. In den nächsten Jahren kam er bei Panathinaikos auf 145 Einsätze und konnte zwei weitere Meisterschaften (1984, 1986) und drei Pokale (1982, 1984, 1986) gewinnen. Seine aktive Laufbahn beendete Kirastas 1986.
Ioannis Kirastas war über Jahre ein fester Bestandteil der Griechischen Fußballnationalmannschaft und kam dort zwischen dem 15. November 1974 und dem 19. Mai 1985 auf 46 Einsätze. Höhepunkt seiner Nationalmannschaftskarriere war die Teilnahme an der Fußball-Europameisterschaft 1980.

## Trainerkarriere
Nach seiner Zeit als Spieler absolvierte Kirastas einen Trainerlehrgang und trainierte zwischen 1987 und 2001 unter anderem die Mannschaften von Ethnikos Piräus, Paniliakos, Panionios Athen, Iraklis Thessaloniki und schließlich Panathinaikos, wo er seine letzte Station als Trainer hatte.

## Tod
Nach einer Sepsis wurde Kirastas am 5. März 2004 in ein Krankenhaus eingeliefert. Nachdem sich anfangs eine Besserung seines Gesundheitszustandes einstellte, verstarb Kirastas jedoch am 1. April 2004 im Alter von 51 Jahren.

## Erfolge
- Griechischer Meister: 1973, 1974, 1975, 1980, 1981, 1984, 1986
- Griechischer Pokalsieger: 1973, 1975, 1981, 1982, 1984, 1986

| Personendaten    | Personendaten                           |
| ---------------- | --------------------------------------- |
| NAME             | Kirastas, Ioannis                       |
| KURZBESCHREIBUNG | griechischer Fußballspieler und Trainer |
| GEBURTSDATUM     | 25. Oktober 1952                        |
| GEBURTSORT       | Piräus                                  |
| STERBEDATUM      | 1. April 2004                           |
| STERBEORT        | Athen                                   |